# Tutti i figli di Dio danzano
Tutti i figli di Dio danzano (神の子どもたちはみな踊る?, Kami no kodomotachi wa mina odoru) è una raccolta di racconti di Haruki Murakami. Pubblicato per la prima volta in Giappone  da Shinchōsha nel febbraio 2000. Contiene cinque racconti, tra cui quello che dà il titolo al libro, pubblicati a puntate su Shinchō con il sottotitolo "dopo il terremoto" (地震のあとで?, jishin no ato de), e un racconto di nuova stesura, pubblicato nel febbraio 2002 nella raccolta Shinchō Bunko.
Tutti i personaggi di questo libro sono stati indirettamente coinvolti nel grande terremoto di terremoto di Kobe del gennaio 1995.
In Italia è stato pubblicato per la prima volta nel 2005 da Einaudi tradotto da Giorgio Amitrano.

## Opere raccolte
- Atterra un Ufo su Kushiro (UFOが釧路に降りる?, Yūfō ga Kushiro ni oriru)
- Paesaggio con ferro da stiro (アイロンのある風景?, Airon no aru fūkei)
- Tutti i figli di Dio danzano (神の子どもたちはみな踊る?, Kami no kodomotachi wa mina odoru)
- Thailandia (タイランド?, Tairando)
- Ranocchio salva Tokyo (かえるくん、東京を救う?, Kaeru-kun, Tōkyō o sukuu)
- Torta al miele (蜂蜜パイ?, Hachimitsu pai)

## Edizioni in italiano
- Haruki Murakami, Tutti i figli di Dio danzano, traduzione dal giapponese di Giorgio Amitrano,  L'arcipelago Einaudi, 77, Einaudi, Torino 2005 ISBN 978-88-06-20154-8
- Haruki Murakami, Tutti i figli di Dio danzano, traduzione dal giapponese di Giorgio Amitrano, Super ET, Einaudi, Torino 2010, ISBN 978-88-06-20154-8
- Haruki Murakami, Tutti i figli di Dio danzano, traduzione di Giorgio Amitrano, Einaudi, Torino 2013 ISBN 978-88-06-21698-6